# Bénédicte Linard
Pour les articles homonymes, voir Linard (homonymie).
 (septembre 2019).
Si vous disposez d'ouvrages ou d'articles de référence ou si vous connaissez des sites web de qualité traitant du thème abordé ici, merci de compléter l'article en donnant les références utiles à sa vérifiabilité et en les liant à la section « Notes et références ».
Bénédicte Linard, née à Ottignies le 22 août 1976, est une femme politique belge de langue française, membre d'Ecolo. Elle est ministre de la Culture, de l'Enfance, des Droits des femmes, de la Santé et des Médias au sein du gouvernement de la Communauté française du 17 septembre 2019 au 16 juillet 2024. Elle est actuellement députée au sein du Parlement wallon et du Parlement de la Communauté française de Belgique.

## Biographie
Candidatures en philologie romane aux Facultés universitaires Saint-Louis à Bruxelles ; présidente du Centre d’Action universitaire de Saint-Louis (1995) ; élue au comité exécutif de la FEF sous présidence de Grégor Chapelle (juillet 1996), ensuite vice-présidente (octobre 1996), remplaçant Vincent Thys, destitué et ce jusqu'en mars 1997 ; agrégée (UCL - 1999), licenciée en langues et littérature romanes ; professeur de français.
Elle est assistante technique auprès du Comité européen de normalisation (1999-2000) ; adjointe à la production de Cinémaginaire au Canada (2000-2003) ; professeur de français et de religion à l'Institut des Sœurs de Notre-Dame à Anderlecht (2003-2009) ; secrétaire (2009-2012) du chef de cabinet du ministre wallon Jean-Marc Nollet ; active au sein de la locale Ecolo d'Enghien. En 2012, elle est élue conseillère communale et se retrouve dans une majorité arc-en-ciel au collège, conduite par Olivier Saint-Amand. Ce dernier abandonne son mandat au Parlement wallon et sa suppléante Bénédicte Linard décroche ainsi le siège à Namur, du 19 décembre 2012 jusqu'au 24 mai 2014.
Lors des élections régionales du 26 mai 2019, elle est élue députée wallonne et de la Communauté française dans la circonscription de Tournai-Ath-Mouscron, où elle menait la liste Ecolo, avec 4 338 voix.
Quelques jours après être devenue cheffe de groupe Ecolo au Parlement de la Communauté française, elle prête serment devant ce même Parlement, le 17 septembre 2019, en tant que ministre de la Culture, de la Santé, des Droits des femmes, de l'Enfance et des Médias. Elle est également vice-présidente du gouvernement Jeholet, poste qu'elle occupe jusqu'à la formation du Gouvernement Degryse, le 16 juillet 2024. Elle redevient députée au sein du Parlement wallon et du Parlement de la Communauté française de Belgique, à la suite de son élection avec 2 565 voix de préférence, le 9 juin 2024 dans l'arrondissement de Tournai-Ath-Mouscron où elle était tête de liste Ecolo.

## Prises de position
Tout le long de la crise du Covid, la ministre Linard a soutenu les professionnelles et professionnels du secteur culturel, touchés de plein fouet par les mesures sanitaires et a débloqué près de 100 millions d’euros d’aides. 
De façon plus structurelle, la ministre travaille sur plusieurs axes liés à la gouvernance et à la transparence, notamment en ce qui concerne l’octroi des subventions, qui se base désormais sur les avis d’instances compétentes composées d’expertes et experts du secteur qui examinent les dossiers selon plusieurs critères. La ministre Linard a pour principe de suivre ces avis. 
En 2022, Bénédicte Linard prend la décision de ne plus subventionner les spectacles de l’abbaye de Villers, un des grands rendez-vous théâtraux en Belgique francophone, au motif, selon la RTBF, que la production « accorderait trop peu de place aux auteurs contemporains » et qu'il « n’y aurait pas assez de renouveau et jamais de femme pour la mise en scène ».

## Décoration
- Commandeur de l'ordre de Léopold (2024)[5].